# Dumas Malone
Dumas Malone (geboren am 10. Januar 1892 in Coldwater, Mississippi; gestorben am 27. Dezember 1986 in Charlottesville, Virginia) war ein amerikanischer Historiker. Er ist besonders bekannt für seine sechsbändige Biographie Thomas Jeffersons (Thomas Jefferson and His Time, erschienen 1948–1981), die bis heute als Standardwerk gilt. 

## Leben
Malone, Sohn des methodistischen Geistlichen John W. Malone und der Lehrerin Lillian Kemp Malone, wuchs in Coldwater, Mississippi und Cuthbert, Georgia auf. Der Philologe Kemp Malone war sein älterer Bruder. Schon im Alter von vierzehn Jahren immatrikulierte er sich am Emory College. Nach seinem A. B. 1910 arbeitete er zunächst als Lehrer, bereitete sich aber zugleich auf eine Laufbahn als Pfarrer vor. 1916 erhielt er den Titel eines Bachelor of Divinity der Yale University. Als die USA 1917 in den Ersten Weltkrieg eingriffen, trat er dem U. S. Marine Corps bei, wo er zwei Jahre diente und bis in den Rang eines second lieutenant (Leutnant) aufstieg. Nach dem Ende seiner Dienstzeit kehrte er für ein Graduiertenstudium nach Yale zurück, wo er sich nun auf Geschichte spezialisierte. Seine Abschlussarbeiten in Yale (A. M. 1921, Ph.D. 1923) wurden von Allen Johnson betreut. Seine Doktorarbeit, eine Biografie des republikanischen Politikers und Hochschullehrers Thomas Cooper (1759–1839) wurde mit dem John Addison Porter Prize der Universität ausgezeichnet und von der Yale University Press als Buch herausgegeben. Nach dieser ersten Veröffentlichung wechselte Malone als Dozent an die University of Virginia in Charlottesville, der er mit Unterbrechungen bis an sein Lebensende verbunden blieb. 1925 heiratete er Elisabeth Gifford; aus der Ehe gingen zwei Kinder hervor.
1929 beendete er einstweilen seine Lehrtätigkeit und folgte einer Einladung seines Doktorvaters Allen Johnson, ihn als Redakteur bei der Erstellung des auf zwanzig Bände angelegten Dictionary of American Biography zu unterstützen, des Vorläufers der American National Biography. Nach Johnsons Unfalltod 1931 wurde Malone verantwortlicher Herausgeber des Projekts; siebzehn der 13.633 darin enthaltenen Biografien verfasste er selbst, insbesondere ist sein Beitrag über Thomas Jefferson hervorzuheben. Nach dem Abschluss des letzten Bandes wechselte er 1936 als Vorsitzender des Herausgeberrats zur Harvard University Press, wo er die Expansion des recht überschaubaren Universitätsverlags, der vor allem hauseigene Dissertationen auflegte, hin zu einem der größten Wissenschaftsverlage der USA vorantrieb. 
1943 trennte er sich im Streit von der HUP und kehrte nach Charlottesville zurück, um mit seinem magnum opus Jefferson and His Time zu beginnen. Die Anregung zu einer umfassenden Jefferson-Biographie hatte ihm schon Jahre zuvor Allen Johnson gegeben. Die Arbeit an dieser Biografie beschäftigte Malone bis zu ihrer Vollendung 1981 gut 40 Jahre. Immer wieder kehrte Malone, dem Lehre und Hochschulpolitik immer ein großes Anliegen waren, während dieser Zeit an die Hochschule zurück: 1945–1959 lehrte in New York an der Columbia University, 1953–1959 war er zudem Herausgeber des Political Science Quarterly. 1959 kehrte er an die University of Virginia zurück, als die Thomas Jefferson Memorial Foundation ihm eine Stiftungsprofessur einrichtete. 1962 wurde er emeritiert, doch schuf die Stiftung ihm eine Stellung als Thomas Jefferson Memorial Foundation biographer-in-residence, um ihn bei der Arbeit an seiner Jefferson-Biografie zu unterstützen. Den letzten Band, erschienen 1981, schrieb Malone unter erheblichen gesundheitlichen Schwierigkeiten: er erblindete zunehmend, so dass seine Assistenten ihm Archivmaterial vorlasen. Die Biografie erfreute sich schon seit Erscheinen des ersten Bandes einiger Beliebtheit beim Lesepublikum und brachte ihm zudem die Anerkennung der Historikerzunft ein. Für sein Werk erhielt Malone zahlreiche Preise, so 1975 den Pulitzer-Preis für Geschichte für den fünften Band, Jefferson the President: Second Term, 1805–1809. Für sein Lebenswerk wurde er 1983 von Ronald Reagan mit der Presidential Medal of Freedom ausgezeichnet.
1936 wurde Malone in die American Academy of Arts and Sciences gewählt.

## Werk
Jefferson and His Time ist eine bis heute in ihrer Detailfülle kaum übertroffene Leistung auf dem Feld der Biografie. Malone mühte sich zwar, Jefferson im Rahmen seiner Zeit darzustellen und war zurückhaltend mit Interpretationen und Werturteilen. Andererseits trugen seine Arbeiten erheblich zur Kanonisierung Jeffersons als Inbegriff des amerikanischen Demokraten bei, die angesichts der Bedrohung durch die totalitären Systeme erst des nationalsozialistischen Deutschland, dann der Sowjetunion gerade in der Mitte des 20. Jahrhunderts auch eine aktuelle politische Dimension hatte. So griff Malone 1933 mit einem Jefferson and the New Deal betitelten Aufsatz in die tagespolitische Debatte um den New Deal ein und legte dar, warum die Wirtschaftspolitik Franklin D. Roosevelts ganz vom Geiste Jeffersons, des „Propheten der Demokratie“ erfüllt sei; die Komplizenschaft von Harding und Coolidge mit der „Finanzoligarchie,“ die die Wirtschaftskrise verursacht hätten, sah er hingegen in der politischen Tradition von Jeffersons föderalistischem Rivalen Alexander Hamilton; dessen elitistische Verachtung des gemeinen Volkes, übertragen auf die heutige Zeit, führte heute „direkt zum Faschismus.“ Mit diesen Behauptungen gesellte sich Malone zu einer ganzen Reihe progressivistischer Intellektueller, die in dieser Zeit Jefferson für ihre politischen Ziele vereinnahmten; zu nennen ist hier insbesondere Claude G. Bowers, der in seinen Büchern so weit ging, Jefferson zum Gründer der heutigen Demokratischen Partei zu erklären. Im Jefferson-Jubiläumsjahr 1943 (in dem etwa auch das Jefferson Memorial eingeweiht wurde), veröffentlichte Malone zudem im Virginia Quarterly Review einen fiktiven Brief Jeffersons an den amtierenden Präsidenten Franklin D. Roosevelt, in dem er den Gründervater eindringlich die Notwendigkeit beschwören ließ, die Würde und Freiheit des Individuums zu verteidigen, auch und gerade im andauernden Krieg.
Mit der Betonung der freiheitlichen Gesellschaftskonzeption Jeffersons leitete Malone gemeinsam mit anderen auf diese Zeit spezialisierten Historikern wie Fiske und Marie Kimball, Adrienne Koch und Nathan Schachner, eine Wende in der Wertschätzung Jeffersons in der Geschichtsschreibung ein. Zuvor hatte Henry Adams’ neunbändige History of the United States of America During the Administration of Thomas Jefferson (1889–91) das Bild seiner Präsidentschaft geprägt, die Adams recht desillusioniert als eine nicht enden wollende Abfolge von kleinlichen Ränkespielen geschildert wurde, mehr geprägt von Eitel von Eigennutz als von hehren republikanischen Idealen. Für Malone war Jefferson hingegen vor allem ein aufgeklärter Liberaler: „Die Freiheit war ihm das wichtigste Anliegen, insbesondere die Freiheit des Geistes“, wie Malone im Vorwort zum ersten Band schrieb. Zwar habe Jefferson wie jeder Sterbliche auch profanere Motive gehabt, doch steche er unter den Staatsmännern seiner Zeit heraus, da er „sein erklärtes Ziel: Freiheit und Glück des Menschen“ nicht aus den Augen verloren habe und sein Urteil stets in Hinblick auf dieses Ideal gebildet habe.
Zwar wurde Malone in Rezensionen oft vorgeworfen, allzu sehr von Jefferson eingenommen zu sein (besonders in seiner Darstellung des republikanisch-föderalistischen Gegensatzes in Band III), doch wird die Gründlichkeit seiner Recherche allgemein anerkannt. Jüngere Biografen Jeffersons haben indes Malones Schwerpunktsetzung kritisiert und zu korrigieren versucht, insbesondere seine vergleichsweise beiläufige Auseinandersetzung mit Jeffersons Verstrickung im Sklavereisystem Virginias. Zumindest in einem entscheidenden Fall ist mittlerweile gesichert, dass Malones Bild vom Jefferson ohne Fehl und Tadel nicht den Tatsachen entspricht, namentlich in der schon seit Jeffersons Lebzeiten geführten Kontroverse, ob Jefferson mit seiner Sklavin Sally Hemings ein sexuelles Verhältnis unterhielt, was 1996 durch Genanalysen von Hemings' Nachkommen bewiesen werden konnte. Malone hatte diese Frage im vierten Band seiner Biografie in einem ausführlichen Appendix untersucht und schließlich unter Berufung auf Jeffersons Charakterfestigkeit erklärt, dass die Gerüchte wohl kaum zutreffen könnten.

### Werke (Auswahl)
- The Public Life of Thomas Cooper, 1783–1839. Yale University Press, New Haven 1926; Oxford University Press, London 1926.
- (als Herausgeber): Correspondence Between Thomas Jefferson and Pierre Samuel Du Pont De Nemours, 1789-1817. Houghton Mifflin, Boston und New York 1930.
- Saints in Action. Abingdon Press, New York 1939.
- Edwin A. Alderman: A Biography. Doubleday, Doran, New York 1940.
- Jefferson and His Time. 6 Bände. Little, Brown, Boston 1948–1981:
  - Band I: Jefferson The Virginian. 1948.
  - Band II: Jefferson and the Rights of Man. 1951.
  - Band III: Jefferson and the Ordeal of Liberty. 1962.
  - Band IV: Jefferson the President: First Term, 1801–1805. 1970.
  - Band V: Jefferson the President: Second Term, 1805–1809. 1974.
  - Band VI: The Sage of Monticello. 1981.
- The Story of the Declaration of Independence. Oxford University Press, New York und London 1954.
- mit Basil Rauch: Empire for Liberty: The Genesis and Growth of the United States of America. Appleton-Century-Crofts, New York 1960.
- Thomas Jefferson as Political Leader. University of California Press, Berkeley 1963; Cambridge University Press, London 1963.

### Sekundärliteratur
- Paul A. Horne, Jr.: Dumas Malone. In: Dictionary of Literary Biography. Band 17. Gale Research Co., Detroit 1983, S. 250–257.
- O. Allen Gianniny: Malone, Dumas. In: American National Biography Online, Februar 2000.
- Merrill D. Peterson: Dumas Malone: the Completion of A Monument. In: The Virginia Quarterly Review, Band 58, Heft 1, S. 26–31.
- Merrill D. Peterson: Dumas Malone: An Appreciation. In: The William and Mary Quarterly. Third Series, Band 45, Nr. 2, 1988, S. 237–252.
- Frank Shuffelton: Being Definitive: Jefferson Biography Under The Shadow of Dumas Malone. In: Biography Band 18, Heft 4, 1995. S. 291–304.